# Хелголанд
 Тази статия е за германския остров.  За кораба вижте Хелголанд (кораб).  
Хелголанд (на немски: Helgoland; на английски: Heligoland) е остров в Северно море и част от територията на Германия. Той е включен в състава на федералната провинция Шлезвиг-Холщайн, но не е част от територията на Европейския съюз. Населението на острова живее в едноименно селище, което е и единствено. Наброява 1370 души.

## Историческа справка
В древността островът е заселен от фризите. От 1402 г. принадлежи към херцогство Шлезвиг, а през 1714 г. става датско владение. От 1807 до 1890 г. островът е принадлежал на Великобритания. Съгласно Хелголандско-Занзибарски договор от 1890 г. Великобритания предава остров Хелголанд и ивицата Каприви в Германска Югозападна Африка на Германия, а получава остров Занзибар, край бреговете на Източна Африка. През 1892 г. Германия го превръща във важна морска крепост. Около острова на 28 август 1914 г. се провежда голяма морска битка, в която английския флот извоюва победа над германската ескадра. След Версайския мирен договор от 1919 г. военнните съоръжения на острова са премахнати, но от 1935 г. хитлеристка Германия отново го превръща в силна морска база. През май 1945 г. Хелголанд е превзет от английските войски. Населението на острова (около 3 хил. души към 1945 г.) е било изселено, а немските укрепления взривени през 1947 г. От 1947 до 1952 островът е бил опитна база за взривяване на самолетни бомби на английските ВВС. През март 1952 г. Хелголанд е върнат на Германия и селището и пристанището са възстановени.
В миналото населението е говорило на фризийски език с характерен за острова акцент. Днес обаче той се използва по-рядко за сметка на немския.

## Родени
- Джеймс Крюс – детски писател